# Crise constitutionnelle srilankaise de 2018

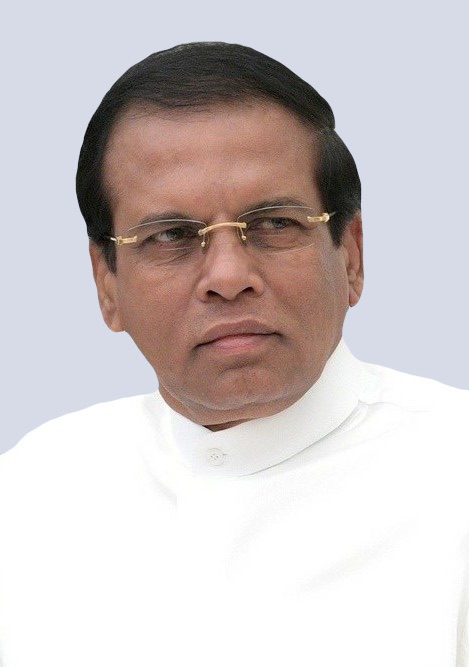
Une image du président sri-lankais Maithripala Sirisena lors d'une réunion avec Vladimir Poutine en mars 2017, recadrée à partir de l'image originale

La crise constitutionnelle srilankaise de 2018 a éclaté lorsque le président Maithripala Sirisena a nommé l'ancien président Mahinda Rajapaksa au poste de Premier ministre le 26 octobre 2018. Pour le placer, il a dû renvoyer le Premier ministre Ranil Wickremesinghe, mais cette action lui est interdite par l'article 19A de la constitution du Sri Lanka. Entre le 26 octobre 2018 et le 15 décembre 2018, il y a deux Premiers ministres en fonction. L'Assemblée dissoute par le Président a été rétablie par la Cour suprême.  
Cette décision soudaine de Sirisena a suscité « des troubles politiques dans le pays » et des critiques internationales,,. Wickremesinghe, responsable du Parti national uni, possédant la majorité au parlement, et les partis d'opposition tamouls tels que la TNA ont refusé de reconnaître son licenciement et la nomination de Rajapaksa, déclarant que la décision du président Sirisena était inconstitutionnelle. Wickremesinghe a affirmé qu'il détient toujours une majorité au parlement et a demandé au président du Parlement, Karu Jayasuriya, de convoquer le Parlement immédiatement. Sirisena a annoncé la révocation de toutes les séances du Parlement du 27 octobre 2018 jusqu'au 16 novembre 2018. Après une tentative de création d'un nouveau gouvernement de ministres avec Rajapaksa en tant que Premier ministre, Sirisena a tenté de dissoudre le Parlement le 9 novembre 2018. L'UNP a déclaré la démarche inconstitutionnelle et la Cour suprême est revenue sur la dissolution de Sirisena le 13 novembre 2018.

## Contexte

### Élection présidentielle de 2015
Élu une première fois en 2005, l'ancien président Mahinda Rajapaksa change la constitution en 2010, juste après la victoire dans la guerre civile contre les séparatistes tamouls, pour retirer la limite des 2 mandats présidentiels. Profitant de sa haute popularité après sa victoire militaire, il remporte les élections anticipées en 2010.
En 2015, 2 ans avant la fin du terme de son 2e mandat, Mahinda Rajapaksa avance encore une fois les élections en espérant briguer un 3e mandat inédit dans le pays, malheureusement, son ministre de la santé, Maithripala Sirisena le bat à 51,28% contre 47.58%. Celui-ci tente alors un coup d'État pour conserver le pouvoir, mais se rétracte avant les hostilités.

### Cohabitation difficile
Le 17 août 2015, le nouveau Premier ministre, Ranil Wickremesinghe est élu aux élections législatives. Le président Maithripala Sirisena, faisant partie de l'alliance de gauche socialiste, la UPFA, doit alors travailler avec Ranil Wickremesinghe, le chef de l'alliance de droite conservateur, la UNFfGG : une cohabitation commence alors que ces 2 personnalités ne s'apprécient guère.

## Chronologie des événements
Le 26 octobre 2018, le président Maithripala Sirisena démet Ranil Wickremesinghe de ses fonctions et nomme immédiatement l'ancien président Mahinda Rajapakse à sa place. Ayant fait amender en 2015 la constitution de sorte à retirer au président le droit de limoger le Premier ministre, Wickremesinghe considère cet acte comme inconstitutionnel et déclare demeurer à son poste. Il refuse alors de quitter ses fonctions, recevant ainsi le soutien de Karu Jayasuriya, le président du Parlement, institution suspendue jusqu'au 16 novembre par le président de la République. Le 28 octobre, alors que les partisans de Rajapakse tentent d'entrer dans sa résidence, un garde du corps du ministre sortant du Pétrole tire sur eux, faisant un mort et deux blessés. 
Le 1er novembre, le président annonce la levée de la suspension du parlement et le convoque pour le 5 novembre, puis reporte la date au 7 puis au 14 novembre. Le 9 novembre, le président dissout le parlement et convoque des législatives anticipées pour le 5 janvier 2019. Le 11 novembre, le président du Parlement conteste cette décision, estime que le président ne possède pas le pouvoir de dissolution. Le 13 novembre, la Cour suprême annule la dissolution. 
Le 14 novembre, le gouvernement de son rival est renversé par une motion de censure. Les 15 et 16 novembre, ont lieu des séances houleuses au parlement. Wickremesinghe demande alors à être réinvesti. Le 18 novembre a lieu une réunion de sortie de crise.
Le vendredi 16 novembre 2018, le parlement se réunit après 3 semaines de suspension de séance. Le pays est paralysé par la tentative de dissolution de Sirisena. Les députés sont à vif et se lancent dans un pugilat. Un député a été blessé au front par un exemplaire de la Constitution, et plusieurs de ses collègues ont été éclaboussés par de l’eau mélangée à de la poudre de piment. Certains se sont essayés aux sports de combat en sortant les poings, et l’un d’entre eux a même brièvement sorti de sa poche un couteau de cuisine avant de se raviser. Il a minimisé son geste en expliquant qu’il s’agissait d’un ouvre-lettres. Pour le deuxième jour d’affilée, les chaises, les corbeilles à papier et les épais textes de loi ont volé dans l’Hémicycle.
Le 25 novembre, Sirisena annonce qu'il ne nommera plus jamais Wickremesinghe comme Premier ministre, l'accusant de corruption.
Le 3 décembre 2018, la Cour suprême suspend les pouvoirs du second Premier ministre, Mahinda Rajapakse. Cette décision très attendue des magistrats a été rendue car elle a estimé que des « dommages irréparables ou irrémédiables » pouvaient survenir sur l'île. La Cour suprême confirme la suspension émise par le Parlement de toute possibilité de dépenser des fonds publics.
Le 13 décembre, la Cour suprême confirme l'annulation des élections anticipées, estimant que le président ne possède pas le droit de dissoudre la chambre.
Le 14 décembre, la démission prochaine de Rajapakse est annoncée par son fils, étant effective pour le lendemain 15 décembre. Wickremesinghe est réinvesti le 16 décembre.

## Réactions internationales
La Chine et l'Inde surveillent de très près les événements sur fond de rivalité dans l’océan Indien: Pékin est un allié de longue date de l'ancien président Mahinda Rajapakse, alors que l'Inde est alliée à Ranil Wickremesinghe. 
- Chine : Le gouvernement chinois a félicité Mahinda Rajapakse pour sa nomination au poste de Premier ministre. L'ambassadeur de Chine au Sri Lanka, Cheng Xueyuan, s'est rendu au Sri Lanka le 27 octobre pour présenter un message de félicitations du Premier ministre chinois Li Keqiang et promettre que "la Chine apporterait un soutien immense aux futures activités de développement du Sri Lanka". Xueyuan a ensuite visité l'autre premier ministre Wickremesinghe, pour lui notifier de la décision de la Chine[34].
- Inde : Le 28 octobre, Raveesh Kumar, porte-parole du ministère des Affaires étrangères de l'Inde, a déclaré: "L'Inde suit de près l'évolution de la situation politique au Sri Lanka. En tant que démocratie et voisine, nous espérons que les valeurs démocratiques et le processus constitutionnel seront respectés" et " L'Inde continuera d'étendre son aide au développement au peuple ami du Sri Lanka."[35]. L'Inde prend donc le parti de Wickremesinghe, et envisage d'imposer des sanctions économiques et diplomatiques à toutes personnes associées au camp de Mahinda Rajapakse.

- Union européenne : L'ambassadeur de l'Union européenne au Sri Lanka, ainsi que les ambassadeurs de France, d'Allemagne, d'Italie, des Pays-Bas, de Roumanie et du Haut-commissaire du Royaume-Uni, ont déclaré qu'ils suivaient de près l'évolution de la situation au Sri Lanka et "ont exhorté toutes les parties à se conformer pleinement à la Constitution sri-lankaise, à s'abstenir de toute violence, à suivre le processus institutionnel en cours, à respecter l'indépendance des institutions et la liberté des médias."[36] Le 9 novembre, les ambassadeurs des pays de l'UE ont exprimé leurs préoccupations sur le fait qu'un vote de confiance n'aura pas lieu lorsque le Parlement se réunira à nouveau.